# Rubus hawaiensis
Espèce
Rubus hawaiensis, appelée ʻākala en hawaïen, est une espèce de plantes à fleurs de la famille des Rosaceae. Elle est endémique de l'archipel d'Hawaï, plus particulièrement des forêts mésiques et humides des îles de Kauai, Molokai, Maui et Hawaï, entre 600 et 3 070 mètres d'altitude.